# دينامو بارنول
نادي دينامو بارنول لكرة القدم (بالروسية: Динамо-Барнаул) نادي كرة قدم روسي يلعب في دوري الدرجة الثانية . تم تأسيس النادي في سنة 1957 .